# 貝氏眶燈魚
貝氏眶灯鱼（学名：Diaphus basileusi）为輻鰭魚綱燈籠魚目灯笼鱼科的其中一種，分布於西印度洋海域，屬深海魚類，棲息深度可達120公尺，體長可達13公分。

## 扩展阅读
維基物種上的相關：貝氏眶灯鱼